# Кампрегери (Тренто)
Кампрегери је насеље у Италији у округу Тренто, региону Трентино-Јужни Тирол.
Према процени из 2011. у насељу је живело 144 становника. Насеље се налази на надморској висини од 771 м.